# Antylogizm
Antylogizm – układ trzech zdań, takich że z każdej pary zdań tej trójki wynika zdanie sprzeczne z pozostałym. Antylogizm można otrzymać z sylogizmu zastępując konkluzję zdaniem z nią sprzecznym. 
Na przykład:
1. Niektóre S są M („Niektórzy politycy są internacjonalistami.”)
2. Każdy M jest P („Każdy internacjonalista jest ograniczony.”)
3. Żaden S nie jest P („Żaden polityk nie jest ograniczony.”)